# Amok à Bali
Pour les articles homonymes, voir Amok.
Amok à Bali est le 17e roman de la série SAS, écrit par Gérard de Villiers et publié en 1970 dans la collection Plon (Presses de la Cité). Comme tous les SAS parus au cours des années 1970, le roman a été édité lors de sa publication en France à 100 000 exemplaires.
« Amok » est un mot francisé de la langue malaise, décrivant un comportement meurtrier observé dans plusieurs régions du globe par des ethnologues, et spécialement dans le sud-est asiatique.

## Résumé

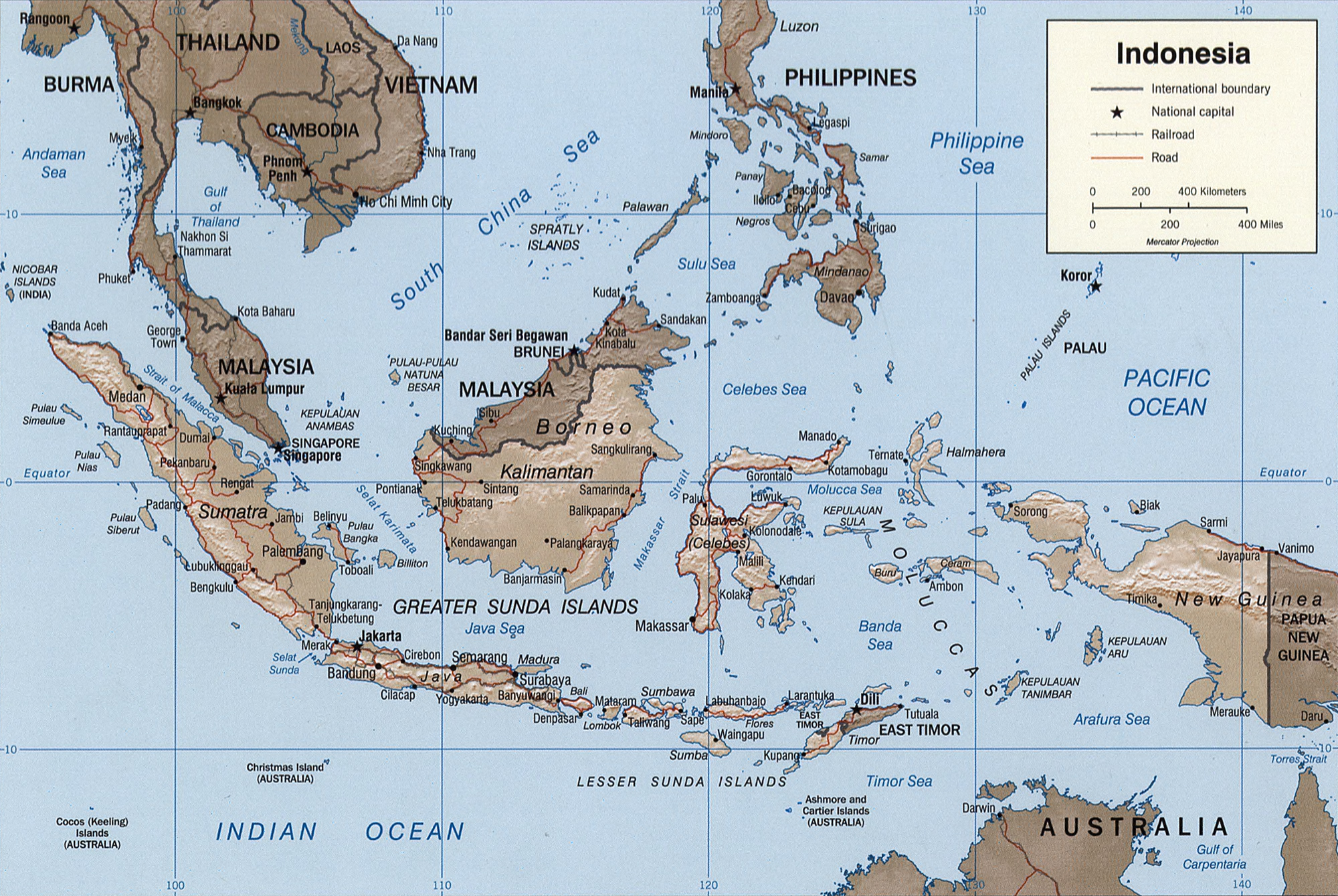
Carte d'Indonésie

### Jakarta
Le résumé ci-dessous concerne les chapitres 1 et 2 du roman.
La CIA est informée qu'une cargaison de plus de 80 tonnes d'armes (fusils-mitrailleurs, mitrailleuses légères, munitions) est expédiée de Tchécoslovaquie vers l'Indonésie, par l'intermédiaire du cargo Bremen. Les soviétiques envisagent-ils de déstabiliser ce pays ou un autre État de la région ? Le prince Malko Linge est envoyé à Jakarta pour enquêter.
Arrivé dans le pays, Malko contacte Médan, un informateur de l'agence américaine de renseignement. Or, lors du rendez-vous, Médan est assassiné sous les yeux de Malko, à qui il dit seulement « Kali… Kali… ».
Le lendemain soir, alors que Malko va examiner dans le port le Bremen qui vient d'arriver, il aperçoit une très belle jeune femme brune : serait-elle le commanditaire ou le fournisseur des armes ? Quelques minutes après, Malko est assommé. Apprenant que le Bremen doit continuer sa route vers l'île de Bali, Malko décide de s'y rendre : il prend donc l'avion pour Bali.

### Malko en lutte contre Samantha
Le résumé ci-dessous concerne les chapitres 3 à 6 du roman.
Arrivé à Bali, Malko trouve à se loger dans l'hôtel le Bali Beach à Denpasar, où il aperçoit une femme qu'on lui dit être la quatrième épouse du président Soekarno… et qui s'appelle Kali ! Plus tard, il découvre que la mystérieuse femme brune du Bremen loge dans le même hôtel que lui.
Souhaitant changer ses dollars contre des roupies indonésiennes, il s'informe sur l'adresse d'un changeur non officiel ; on lui dit d'aller voir une dénommée Joséphine. Se rendant au domicile de celle-ci, Malko découvre la jeune femme brune en train de se disputer avec Kali ! Il suit donc une bonne piste... Il rentre à l'hôtel.
Le lendemain, au moment de mettre ses chaussures, Malko manque de peu d'être mordu par une mygale venimeuse au poison mortel.
Peu de temps après, la femme brune entre en contact avec lui et lui demande, sur le mode direct, pourquoi il semble s'intéresser à elle et à ses affaires. Ne voulant pas jouer au plus fin, Malko répond la vérité : en tant qu'agent de la CIA, il suit les armes pour découvrir leur destination et leur usage. Il a aussi une longue conversation avec cette jeune femme, qui dit être comtesse allemande et s'appeler Samantha Adler. Elle a vécu en Allemagne durant la Seconde Guerre mondiale, et après l'effondrement du régime nazi elle est devenue marchande d'armes, fournissant toutes sortes d'armes aux plus offrants. Elle refuse de répondre aux questions « professionnelles » de Malko, mais lui avoue, sur un plan plus personnel, être très attirée par lui. Malko et Samantha se retrouvent au lit, dans le cadre d'une scène érotique. Mais au moment d'avoir la relation sexuelle, Samantha change totalement de comportement, maîtrise Malko et lui annonce qu'elle va le tuer !
Elle fait emmener Malko par Raka, son domestique. Tous trois se retrouvent en voiture, direction une rivière à crocodiles, afin que le corps de Malko ne soit jamais retrouvé. Mais au moment où Malko va être exécuté, Samantha manque elle-même d'être tuée par Raka, que Malko maîtrise. Malko apprend que Raka n'était pas le domestique de la comtesse, mais un garde du corps de Kali, qui avait donc prévu d'assassiner la comtesse. Malko et la comtesse décident de « faire la paix », et de se tourner contre leur ennemi commun, Kali, chacun allant chercher des informations de son côté. Samantha explique à Malko que c'est Kali qui a effectivement commandé les armes, mais qu'aujourd'hui elle ne veut plus les payer en dollars, mais en roupies indonésiennes, ce que Samantha ne peut pas accepter. Pour qui « joue » donc Kali ? Pour son mari le président Soekarno, pour le Parti national indonésien, pour le Parti communiste indonésien, ou pour elle-même ?

### Alliés contre Kali
Le résumé ci-dessous concerne les chapitres 7 à 10 du roman.
Kali se pomponne à l'hôtel et attend, confiante, le retour de Raka. Lorsque ce dernier lui annonce qu'il a raté l'attentat contre la comtesse, et que celle-ci et Malko sont vivants, elle entre dans une rage folle. Raka est livré à la torture ; il meurt dans d'atroces souffrances après qu'on lui eut ouvert le ventre avec un parang et que ses entrailles eurent été données à un chat sauvage.
Pendant ce temps; Malko et la comtesse retournent au Bali Beach. À leur réveil le lendemain, ils découvrent le corps de Raka atrocement mutilé, déposé devant les portes de leur chambres, peu éloignées l'une de l'autre.
Malko souhaite quitter l'île de Bali pour informer la CIA de l'implication de Kali dans le trafic d'armes. Mais il découvre qu'il est bloqué à Bali : sur ordre du gouverneur de la province, il est assigné à résidence, et aucun avion, aucun navire ne l'embarquera. Il se renseigne auprès du réceptionniste de l'hôtel pour trouver un passeur pouvant l'embarquer sur un petit bateau ; on lui communique l'adresse d'un chinois. Soudain a lieu, devant lui, une brutale altercation entre Samantha et Kali : Samantha demande ses honoraires à Kali, qui réplique que les armes sont réquisitionnées ! Les trois se séparent dans le calme et sans effusion de sang, Kali ayant demandé un délai supplémentaire.
Malko, parti à la recherche du chinois, le trouve. Il lui propose 300 dollars (une fortune en Indonésie) pour le ramener par bateau à Jakarta. L'homme accepte. Mais lors du départ, quelques heures après, Malko découvre Lim mort, torturé et tué d'un coup de parang. Que faire ? Il décide d'aller chez Joséphine, qui semble connaître beaucoup de monde et qui pourra peut-être l'aider.
Pendant ce temps la comtesse Adler, après réflexion, a décidé de se rendre elle aussi chez Joséphine, car elle pense que la femme a servi d'intermédiaire pour la transaction, et qu'elle détient peut-être une partie de la somme qui lui est due. Elle se présente chez elle, et parvient, après menaces de mort et début de torture, à se faire remettre de Joséphine une partie de son argent. Alors qu'elle quitte la maison, elle tombe nez-à-nez avec Kali, qui venait récupérer l'argent ! Il y a un échange de coups de feu, suivi d'un départ précipité de Samantha en jeep, poursuivie par Kali et son homme de main.
Samantha croise alors Malko, qui arrive en sens inverse pour aller chez Joséphine. Elle jette sur le siège passager du véhicule de Malko une mallette contenant l'argent qu'elle a pu récupérer chez Joséphine, sans que Malko s'en aperçoive. Malko continue sa route et se cache, tandis que Samantha continue son chemin ; toutefois elle est rattrapée peu après par les hommes de main de Kali, qui la font prisonnière.

### Prisonniers de Kali
Le résumé ci-dessous concerne les chapitres 11 à 14 du roman.
Samantha, prisonnière, est torturée sur ordre de Kali par l'un de ses hommes de main. Battue et à moitié étranglée, elle ne révèle pas où est l'argent qu'elle a récupéré.
Pendant ce temps, Malko a caché l'argent près de son hôtel le Bali Beach à Denpasar.
Retournant à l'hôtel, il est surpris de voir Kali venir à sa rencontre, et lui intimer l'ordre de la suivre. Menacé, il la suit. On le conduit au repaire où Samantha est prisonnière : Kali lui déclare que si l'argent n'est pas restitué et les armes livrées, la comtesse mourra.
Samantha cède alors : elle déclare à Kali qu'elle va lui remettre les armes.
Tout le monde monte en voiture ; Samantha guide le petit convoi. Après plusieurs heures de route, ils arrivent à proximité d'une grotte, dans laquelle les armes sont cachées. Les hommes de Kali s'approchent, mais des explosions ont lieu : l'entrée de la grotte était piégée ! La plupart des hommes de main de Kali sont tués, tandis que Kali, en rage, s'enfuit.
Samantha ordonne à Malko de lui restituer son argent et de retourner à l'hôtel de Denpasar. Se doutant bien que Kali viendrait les y chercher en force, Malko propose de se rendre au domicile d'une jeune femme qu'il a rencontrée quelques jours auparavant, Wintija. Celle-ci leur accorde l'hospitalité. Or il se trouve que Malang, son mari, pro-américain et membre du P.N.I., est pilote pour la compagnie Garuda. Malko rédige alors un rapport pour le chef de poste de la CIA à Jakarta ; ce message sera convoyé secrètement par le pilote.
Le lendemain, Malang se rend à l'aéroport avec Malko, caché dans la voiture. Hélas, Kali est avisée de son arrivée. Malang se rend à la porte d'embarquement et accède au poste de pilotage. L'avion décolle. Kali fonce à la tour de contrôle et assiste au départ de l'avion. Elle ordonne alors aux contrôleurs aériens de fournir de fausses données de vol au pilote, qui est aiguillé sur la route d'un autre avion arrivant à Bali : les deux appareils, sur la même route aérienne, entrent en collision. L'avion de Malang est pulvérisé, Malang est tué et le message de Malko détruit...
Kali passe alors à l'attaque : se rendant à l'hôtel le Bali Beach de Denpasar, elle proclame la « révolution nationale communiste » sur Bali et ordonne l'arrestation de tous les « traîtres » et de tous les étrangers.
Malko et Samantha tentent de s'enfuir, aidés en cela par Wintija. Hélas, malgré ses ruses, celle-ci est finalement arrêtée, comme Malko et Samantha.

### Amok de Kali
Le résumé ci-dessous concerne les chapitres 15 et 16 du roman.
Ayant bu trop d'arrack, et ivre de joie et de rage, Kali organise un tribunal révolutionnaire chargé de juger et de liquider traîtres, espions et bourgeois. Commence alors une scène fantasmagorique d'« amok », où plusieurs personnes, dont Wintija, sont suppliciées avant d'être exécutées de manière horrible.
Alternant exécutions et rapports sexuels avec certains de ses amis révolutionnaires, Kali semble être possédée par l'amok, folie meurtrière que rien ne semble pouvoir arrêter.
Elle ordonne l'exécution immédiate de Samantha et de Malko, dont la dernière heure semble venue.
Malko, dans une dernière bravade, lance à Kali que de toute façon elle va échouer, car elle n'est plus, désormais, la « femme du président » : Soekarno a une liaison avec une autre femme, qui va prendre sa place. La réaction de Kali est disproportionnée : Kali arrête net sa folie meurtrière, renvoie ses gardes du corps, fait garrotter Malko et Samantha.
Par la suite, Kali a un entretien avec Malko. Après s'être assuré qu'il était bien un agent de la CIA, elle lui propose le marché suivant : elle propose de remettre à la CIA la liste des officiers supérieurs de l'armée indonésienne membres du parti communiste indonésien, en échange de quoi la CIA lui offre l'impunité à l'étranger, avec remise d'une forte somme d'argent. Malko répond que c'est possible, sous réserve que la comtesse Adler soit elle aussi relâchée.

### Retournements de situation et dénouement
Le résumé ci-dessous concerne les chapitres 17 à 20 du roman.
Kali demande à Malko comment il pourrait la faire quitter le pays. Malko répond qu'il doit rencontrer le général Unbung, ami de la CIA. Kali lui explique qu'il est parti visiter les forces armées situées aux Moluques ; Malko répond qu'il faut alors se rendre aux Molluques. Kali, Malko et Samantha veulent donc prendre l'avion pour les Molluques. Néanmoins, l'avion a une avarie : le pilote explique à ses passagers qu'il ne peut emporter que trois personnes au total, et non pas quatre. Comprenant qu'elle va être « sacrifiée », Samantha Adler attaque Kali, qui se défend. Un combat terrible a lieu entre les deux femmes, qui tentent de s'entretuer. Samantha est à deux doigts de tuer Kali, qui dans un suprême effort, parvient à se libérer. C'est elle qui prend ensuite l'ascendant sur Samantha. Malko et Kali s'apprêtent à partir avec l'avion, quand surgit Samantha, qui tire à coups de fusil-mitrailleur, tuant le pilote de l'avion.
Malko va-t-il être bloqué à Bali ? Non, car Samantha sait piloter un avion.
L'avion s'envole, piloté par Samantha. Mais par la suite, l'avion perd de l'altitude en raison d'un manque d'essence. Samantha pose l'avion sur le petit aéroport de Makassar. Dès leur arrivée sur la base, des soldats annoncent à Kali que son époux, le président, vient d'ordonner qu'elle soit placée en sûreté le plus rapidement possible. Instinctivement, sentant le piège, Kali désarme les soldats, tandis que Malko et Samantha vont s'occuper du ravitaillement en essence. Le trio repart rapidement et se dirige vers Menado. Malko finit par rencontrer le général Unbung, à qui il révèle l'insurrection communiste en cours à Bali. Le général Unbung pense que le président Soekarno est derrière ce coup de force communiste, et avertit Washington.
Au siège de la CIA à Langley, le directeur des opérations spéciales, David Wise, prépare la riposte américaine. L'opération Dragon magique est mise en place, visant à mettre des moyens logistiques (avions, hélicoptères) et en armement (fusils modernes) à l'armée indonésienne.
La nuit suivante, le général Unbung rencontre de nouveau Malko. Tous deux, ainsi que Kali et Samantha, sont dans le même hôtel. Samantha se fait courtiser par le général, et va passer la nuit avec lui. Malko se fait « draguer » par Kali, mais refuse fermement toutes ses avances. Plus tard, dans la nuit, des détonations retentissent : profitant du sommeil de son amant d'une nuit, Samantha a subtilisé un revolver du général, s'est introduite dans la chambre de Kali et l'a tuée froidement ! Malko et le général Unbung sont mis devant le fait accompli ; le général Unbung propose qu'on dise que Kali s'est suicidée ; Malko est d'accord sur cette version.
Le lendemain, pendant que le général Unbung prépare la contre-offensive anticommuniste à Bali et dans toute l'Indonésie, il est temps pour Malko et Samantha de se quitter. Leur au-revoir montre chez eux deux plus qu'une certaine tendresse : une profonde affection. Malko prend un vol commercial vers l'Europe pour retrouver sa fiancée Alexandra. Il a les premiers échos du massacre anticommuniste qui débute, et qui va être sans pitié. Il se dit qu'il est en partie responsable de tout cela, et s'en veut.

## Autour du roman
- Le scénario du roman raconte du point de vue de Malko sur les massacres de 1965-1966 en Indonésie lors desquels ont été tués plusieurs centaines de milliers de communistes indonésiens, ou accusés comme tels.
- La comtesse Samantha Adler se retrouve dans deux autres romans de la série SAS : Le Bal de la comtesse Adler et Des armes pour Khartoum.
- Contrairement à d'autres romans de la série, ce ne sont pas les scènes érotiques ou sexuelles qui scandent la narration, mais les scènes de tortures subies par certains personnages.

## Description de la comtesse Adler
La comtesse est décrite ainsi (chapitre II, p. 19) :
« (...) Une grande jeune femme brune descendait la passerelle avec autant de grâce que le permettait sa position inconfortable. Ses interminables jambes bronzées étaient largement découvertes par une jupe ultra-courte de cuir marron. (...) Les cheveux noirs de l'inconnue étaient relevés en un chignon compliqué rehaussé d'un foulard de soie. Tout, chez elle, suggérait la distinction, l'élégance, la sophistication, le raffinement. C'était la dernière personne qu'on pouvait s'attendre à voir débarquer d'un cargo crasseux. (...) Malko eut le temps d'apercevoir un beau visage ovale, avec une large bouche et un menton volontaire, avant que l'inconnue ne s'engouffrât dans le taxi, ce qui permit à Malko d'apprécier le galbe parfait de ses hanches en amphore (...). »